# Лакеєнко Андрій Вікторович
Андрій Вікторович Лакеєнко (нар. 29 вересня 1999) — український футболіст, захисник «Чернігова».

## Життєпис
У ДЮФЛУ з 2008 по 2018 рік виступав за «Атлет» (Київ) та «Черкаський Дніпро». З 2019 по 2021 рік виступав у студентському чемпіонаті України за «Медик КМУ» (Київ).
Дорослу футбольну кар'єру розпочав 2013 року в київському «Атлеті» у чемпіонаті Києва. З 2019 по 2020 рік виступав в аматорському чемпіонаті України за «Чайку» (Вишгород) та «Авангард» (Корюківка).
На початку вересня 2020 року перейшов у «Чернігів». У професіональному футболі дебютував за «городян» 6 вересня 2020 року в переможному (2:0) виїзному поєдинку 1-го туру групи А Другої ліги України проти «Рубікона». Андрій вийшов на поле в стартовому складі та відіграв увесь матч.